# Locomotion (OMD)
Locomotion är en låt av den brittiska synthpop-gruppen Orchestral Manoeuvres in the Dark. 
Den utgavs 1984 som den första singeln från albumet Junk Culture. Låten markerar övergången till en mer poporienterad stil efter det experimentella albumet Dazzle Ships. Den nådde 5:e plats på brittiska singellistan och blev även en stor hit i flera europeiska länder.

## Utgåvor
7" Virgin Records VS 660 (även utgiven som formad bildskiva VSS 660)
1. Locomotion – 3.53
2. Her Body in My Soul – 4.40

12" Virgin Records VS 660-12
1. Locomotion (Extended mix) – 5.22
2. Her Body in My Soul – 4.40
3. The Avenue – 4.12

Mini CD-singel Virgin Records CDT 12 (utgiven 1988)
1. Locomotion (Extended mix) – 5.22
2. Her Body in My Soul – 4.40
3. The Avenue – 4.12[4]